# Junonia esra
Junonia esra är en fjärilsart som beskrevs av Fabricius 1798. Junonia esra ingår i släktet Junonia och familjen praktfjärilar. Inga underarter finns listade i Catalogue of Life.